# موتور فقیر محمد جدگال
موتور فقیر محمد جدگال یک منطقهٔ مسکونی در ایران است که در دهستان پیرسهراب واقع شده‌است. موتور فقیر محمد جدگال ۳۹ نفر جمعیت دارد.